# 40.º Prêmio Angelo Agostini
O 40.º Prêmio Angelo Agostini (também chamado Troféu Angelo Agostini) foi um evento organizado pela Associação dos Quadrinhistas e Caricaturistas do Estado de São Paulo (ACQ-ESP) com o propósito de premiar os melhores lançamentos brasileiros de quadrinhos de 2023 em diferentes categorias.

## Prêmios
| Categoria                              | Vencedor(es)                                                                         | Outros indicados |
| -------------------------------------- | ------------------------------------------------------------------------------------ | --- |
| Mestre do Quadrinho Nacional           | Ana Luiza Koehler                                                                    | Eleitos pela comissão organizadora |
| Mestre do Quadrinho Nacional           | André Diniz                                                                          | Eleitos pela comissão organizadora |
| Mestre do Quadrinho Nacional           | Lúcia Nóbrega                                                                        | Eleitos pela comissão organizadora |
| Mestre do Quadrinho Nacional           | Rogério de Campos                                                                    | Eleitos pela comissão organizadora |
| Desenhista                             | Germana Viana Gibi de Menininha: Contos de F*das; Carmilla; Ménage                   | - Al Stefano (Tempos Discos; O Fantasma da Ópera em São Paulo) - Ana Luiza Koehler (Viaduto) - Bianca Pinheiro (Bear - As Aventuras de Dimas & Raven: Na Cidade das Charadas; Mônica: Coragem) - Eloar Guazzelli (O Bem-Amado em Graphic Novel; Grandes Sucessos) - Jefferson Costa (Jeremias: Estrela) - Leander Moura (A Besta) - Orlandeli (Lusco-Fusco) - Roberta Cirne (Gibi de Menininha: Contos de F*das) - Samuel Bono (Garrincha; Dom Quixote em Quadrinhos; Atirei o Pau no Gato e Outras Histórias de Terror) |
| Roteirista                             | Alex Mir Orixás: O Monstro do Vale                                                   | - Larissa Dias (Deusas da Terra) - Larissa Palmieri (O Fantasma da Ópera em São Paulo) - Laudo Ferreira (As Tentações de Santo Antão; Ménage) - Lielson Zeni (Damasco) - Lillo Parra (Dom Quixote em Quadrinhos e A Divina Comédia em Quadrinhos) - Lucio Luiz (Atirei o Pau no Gato; Quebra-Quebra da Quarta Parede; As Aventuras do MorsaMan) - Luckas Iohanathan (Como Pedra; O Monstro Debaixo da Minha Cama) - Rafael Calça (Dueto; Jeremias: Estrela) - Regiane Braz (Em Ti me Vejo) |
| Lançamento                             | Contos dos Orixás: O Rei do Fogo Hugo Canuto / Trem Fantasma                         | - A Besta (Cristal Moura e Leander Moura / Escribas) - Atirei o Pau no Gato e Outras Histórias de Terror (vários autores / Jupati) - Como Pedra (Luckas Iohanathan / Comix Zone!) - Damasco (Alexandre S. Lourenço e Lielson Zeni / Brasa) - Gibi de Menininha: Contos de F*das (várias autoras / Zarabatana) - Katita: Uma Antologia Despudorada (Anita Costa Prado, Ronaldo Mendes e Gisele Henriques / Marca de Fantasia) - O Fantasma da Ópera em São Paulo (Larissa Palmieri e Al Stefano / Zapata) - Pobrefobia: Vivências das Ruas com Padre Júlio Lancellotti (vários autores / Draco) - Viaduto (Ana Luiza Koehler / Veneta) |
| Troféu Jayme Cortez                    | 3ª PerifaCon                                                                         | - 7ª Bienal de Quadrinhos de Curitiba - Editora Marca de Fantasia (Henrique Magalhães) - Exposição Lilian Mitsunaga: 4 Décadas nos Quadrinhos - Gibiteca Balão (Letícia Ferreira) - Observatório de Quadrinhos da USP - 1° Prêmio Nacional Ciberpajelanças de Fanzines e Artezines - 3ª Poc Con - 50º Salão Internacional de Humor de Piracicaba - Sonia Luyten |
| Fanzine                                | Eu Quero Ser a Sua Casa Laura Athayde                                                | - Desorientanda nº 3 (Rachel Peterman) - Gibilândia nº 30 (Roberto Guedes) - Legendas HQ nº 2 (André Carim) - Moxoxo e Carpadia de Martinique (Nique) - Parábola nº 2 (Roberto Guedes) - Próxima Parada (Coletivo Biarticulado de Criação) - Tchê nº 47 (Denilson Reis) - Translobo - Artlectos e Pós-Humanos nº 14 (Edgar Franco) |
| Cartunista, chargista ou caricaturista | Laerte Coutinho                                                                      | - Aroeira - Bira Dantas - Fabiane Langona - Fernandes - Gilmar - Guilherme Infante - Marília Marz - Nando Motta - Quinho |
| Lançamento independente                | Orixás: O Monstro do Vale Alex Mir, Bruno Brunelli, Laudo Ferreira e Marcel Bartholo | - A Colher (Cora Ottoni) - Almanaque Gibi do Terror nº 1 (Denilson Rosa dos Reis, editor) - As Confissões da Bahia em Quadrinhos (vários autores) - Horror Show (Kiko Garcia) - Jô Sem Alma: Vida Após A Morte (Adri A.) - Kid Princesa: O Beijo Mágico (Adri A.) - O Capirotinho: Vambora (Guilherme Infante) - Quadrinhos Sonoros (vários autores) - Zack Meia-Noite: Os Contos do Último Herói da Terra nº 1 (Augusto Ramos Bozzetti) |
| Web quadrinho                          | O Capirotinho Guilherme Infante                                                      | - Batatinha Fatasma (Carol Borges e Filipe Remedios) - Cuscuz Surpresa (Helô D'Angelo e Daniel Cesart) - Guariba (Pablito Aguiar, Raimunda Tutanguira e Jonathan Watts) - Não-Binária, Apenas (Little Goat) - Os Santos (Leandro Assis e Triscila Oliveira) - Província Negra (Kaled Kalil e Kris Zullo) - Web Tiras Boy Dodói (Bebel Abreu, Carol Ito e Helô D'Angelo, organizadoras) - Westrips (Wesley Samp) - Will Tirando (Will Leite) |
| Colorista                              | Hugo Canuto Contos dos Orixás: O Rei do Fogo                                         | - Amanda Freitas (The Flower Pot: Edição Definitiva) - Bia Donato (Cosmogonia) - Bruno Brunelli (Orixás: o Monstro do Vale) - Carol Rossetti (Magali: Receita) - Keoma Calandrini (Paina) - Maria Olívia (Boy Magya Contra o Monstro do Armário) - Nicole Spada (A Sereia da Floresta e Miwa) - Samanta Flôor (A Canção Fantasma) - Verônica Berta (A Casa das Sete Mulheres) |
| Lançamento infantil                    | Meu Gibizinho TEA nº 1 Gabriel Sorriso / independente                                | - Araponga & Gralha Azul: Uma Aventura em Libras (Thiago Silva / Clube de Autores) - As Sete Vidas do Gato Jouralbo (Allan Sieber / Bebel Books) - Jeremias: Estrela (Rafael Calça e Jefferson Costa / Panini) - Magali: Receita (Carol Rossetti / Panini) - Oré Ure (Márcio R. Garcia / Inverso) - Os Afrofuturistas: O Ataque dos Kips (Marcelo Lima e Renato Barreto / Outra História) - Passa-Anel: Uma Aliança Inquebrável (Fits e Nicole Janér / Companhia das Letrinhas) - Xaveco: Vitória (Guilherme de Sousa / Panini) - Zé Carioca Conta a História do Brasil (vários autores / Culturama)                                  |